# Yvon Jaspers
Yvon José Jaspers (Boxtel, 20 maart 1973) is een Nederlands televisiepresentatrice voor de KRO-NCRV, kinderboekenschrijfster en actrice. Ze is vijfvoudig (2006, 2008, 2009, 2010 en 2012) winnaar van de Zilveren Televizier-ster.

## Levensloop
Jaspers groeide op in haar geboorteplaats Boxtel. Na de middelbare school studeerde zij aan de Toneelschool Eindhoven en volgde ze diverse mediacursussen.
Ze werd bekend nadat ze vanaf 1994 bij Het Klokhuis te zien was. Ook aan verschillende andere kinderprogramma's heeft zij bijdragen geleverd. Onder andere Knofje, een kleuterserie van de KRO waarin zij de moeder van Knofje speelde. Ook is ze bij de Vlaamse en Nederlandse jeugd bekend door het lichtwetenschappelijk programma Groot Licht, dat zij tussen 1998 en 2002 samen met Johan Terryn presenteerde. Ook presenteerde zij het programma ZigZag. In 1997 presenteerde ze bij Teleac/NOT als Liedmiep het programma Liedmachien, waarin basisschoolleerlingen muziekles werd gegeven.
Jaspers speelde verder een rol in Rozengeur & Wodka Lime en schreef jarenlang een column in de Viva. Ze is daarnaast bekend als presentatrice van de programma's Boer zoekt Vrouw, Wonderen bestaan, Nederland Te Koop, Over Mijn Lijk en KRO's Liefs Uit. In 2005 was Jaspers de mol in het televisieprogramma Wie is de Mol?. In 2006 won zij de Zilveren Televizier-Ster (voor de beste televisievrouw), nadat ze in 2005 ernaast had gegrepen. In 2007 werd ze wederom genomineerd. In 2008, 2009 en 2010 werd ze ook weer genomineerd en won ze de Zilveren Televizier-Ster voor de tweede, derde en vierde keer. Aan het eind van 2006 deed Jaspers mee aan het BNN-programma Ranking the Stars. Ze won dat seizoen.
In september 2018 kwam Jaspers in het nieuws toen bleek dat ze op de loonlijst van het veevoederbedrijf ForFarmers stond, terwijl ze presentatrice was van het KRO-NCRV-programma Onze Boerderij. Na onderzoek pleitte het Commissariaat voor de Media Jaspers vrij van het maken van sluikreclame, maar oordeelde dat KRO-NCRV zorgvuldiger had moeten zijn. In mei 2019 besloot Jaspers de samenwerking met ForFarmers te stoppen.
Verder wordt er onder haar naam een serviesgoed Kakelbont en woonaccessoires Natuurlijk Yvon uitgebracht.
Jaspers is sinds 2004 ambassadrice van het Ronald McDonald Kinderfonds.

## Privé
Jaspers is sinds 2005 getrouwd met milieu-econoom Pieter van Beukering (1967) en is moeder van een meisje en een jongen.

## Onderscheiding
- Ridder in de Orde van Oranje-Nassau (Lintjesregen 2024).